# Dasypogon gougeleti
Dasypogon gougeleti là một loài ruồi trong họ Asilidae. Dasypogon gougeleti được Bigot miêu tả năm 1878. Loài này phân bố ở vùng Cổ Bắc giới.